# Rajdowe Samochodowe Mistrzostwa Polski 2006
Ten artykuł dotyczy sezonu 2006 Rajdowych Samochodowych Mistrzostw Polski.

## Kalendarz
| Runda | Data          | Rajd                   | Baza                | Nawierzchnia | Dod. kat. |          |
| ----- | ------------- | ---------------------- | ------------------- | ------------ | --------- | -------- |
| 1     | 10.02 – 11.02 | 2. Rajd Magurski       | Gorlice             | śnieg        |           | Wyniki   |
| 2     | 6.04 – 8.04   | 17. Rajd Dolnośląski   | odwołany            | odwołany     | odwołany  | odwołany |
| 3     | 6.05 – 7.05   | 34. Rajd Elmot-Remy    | Świdnica            | asfalt       |           | Wyniki   |
| 4     | 9.06 – 11.06  | 63. Rajd Polski        | Mikołajki           | szuter       | ERC       | Wyniki   |
| 5     | 29.06 – 1.07  | 2. Subaru Poland Rally | Kraków              | asfalt       | ERC C5    | Wyniki   |
| 6     | 3.08 – 5.08   | 15. Rajd Rzeszowski    | Rzeszów             | asfalt       |           | Wyniki   |
| 7     | 8.09 – 9.09   | 7. Rajd Nikon          | Dzierżoniów         | asfalt       |           | Wyniki   |
| 8     | 29.09 – 1.10  | 33. Rajd Warszawski    | Warszawa, Ciechanów | szuter       |           | Wyniki   |

## Klasyfikacje

### Klasyfikacja generalna kierowców[2]
Kierowcy nie zgłoszeni do RSMP (startujący np. podczas Rajdu Polski) nie są brani pod uwagę. Do klasyfikacji wliczanych było 6 z 7 najlepszych wyników.
| Poz. | Kierowca                                              | MAG | ELM | POL | SUB | RZE | NIK | WAR | Suma punktów |
| ---- | ----------------------------------------------------- | --- | --- | --- | --- | --- | --- | --- | ------------ |
| 1    | Leszek Kuzaj                                          | 1*  | 1*  | 1*  | 1*  | NU  | DK  | 3   | 50           |
| 2    | Michał Sołowow                                        | 4   | 6   | 2   | 3   | 1   | NU  | 4*  | 38           |
| 3    | Michał Bębenek                                        | 5   | 9   | NU  | 2   | 8   | 1   | 1   | 33           |
| 4    | Maciej Lubiak                                         | 6   | 4   | 6   | 5   | NU  | 2*  | 2   | 32           |
| 5    | Tomasz Kuchar                                         | 2   | 2   | 5   | 8   | 6*  | 3   | (8) | 31           |
| 6    | Tomasz Czopik                                         | 8   | 3   | 4   | NU  | 2   | NU  | 6   | 23           |
| 7    | Michał Kościuszko                                     | 7   | 5   | 10  | 4   | 28  | 4   | 10  | 16           |
| 8    | Sebastian Frycz                                       | 3   | 37  | 9   | NU  | 5   | 5   | 12  | 14           |
| 9    | Maciej Oleksowicz                                     | 24  | 7   | 15  | 27  | 7   | 6   | 5   | 11           |
| 10   | Kajetan Kajetanowicz                                  |     | NU  | 7   | 6   | 4   |     |     | 10           |
| 11   | Stefan Karnabal                                       | 9   | 15  | NU  | 10  | 3   | 10  | 7   | 8            |
| 12   | Paweł Dytko                                           |     |     | 3   |     |     |     |     | 6            |
| 13   | Piotr Adamus                                          |     | 10  | 12  | 7   |     | 7   | 9   | 4            |
| 14   | Mariusz Stec                                          | 16  | 12  | 8   | 11  |     | 8   | NU  | 2            |
| 15   | Marcin Turski                                         |     | 8   | 19  | NU  |     |     |     | 1            |
|      | Klucz punktacji: 10-8-6-5-4-3-2-1                     |     |     |     |     |     |     |     |              |
|      | * dodatkowy punkt za wygranie największej liczby OSów |     |     |     |     |     |     |     |              |
|      | Oznaczenia: NU – nie ukończył, DK – dyskwalifikacja   |     |     |     |     |     |     |     |              |

| Kolor     | Opis                   |
| --------- | ---------------------- |
| Złoty     | Zwycięzca              |
| Srebrny   | 2. miejsce             |
| Brązowy   | 3. miejsce             |
| Zielony   | Punktowane miejsce     |
| Niebieski | Ukończył nie punktował |
| Fioletowy | Nie ukończył NU        |
| Czarny    | Wykluczony X           |
| Biały     | Nie wystartował NW     |
| Puste     | Nie brał udziału       |

| Poz. | Kierowca                                              | MAG | ELM | POL | SUB | RZE | NIK | WAR | Suma punktów |
| ---- | ----------------------------------------------------- | --- | --- | --- | --- | --- | --- | --- | ------------ |
| 1    | Leszek Kuzaj                                          | 1*  | 1*  | 1*  | 1*  | NU  | DK  | 3   | 50           |
| 2    | Michał Sołowow                                        | 4   | 6   | 2   | 3   | 1   | NU  | 4*  | 38           |
| 3    | Michał Bębenek                                        | 5   | 9   | NU  | 2   | 8   | 1   | 1   | 33           |
| 4    | Maciej Lubiak                                         | 6   | 4   | 6   | 5   | NU  | 2*  | 2   | 32           |
| 5    | Tomasz Kuchar                                         | 2   | 2   | 5   | 8   | 6*  | 3   | (8) | 31           |
| 6    | Tomasz Czopik                                         | 8   | 3   | 4   | NU  | 2   | NU  | 6   | 23           |
| 7    | Michał Kościuszko                                     | 7   | 5   | 10  | 4   | 28  | 4   | 10  | 16           |
| 8    | Sebastian Frycz                                       | 3   | 37  | 9   | NU  | 5   | 5   | 12  | 14           |
| 9    | Maciej Oleksowicz                                     | 24  | 7   | 15  | 27  | 7   | 6   | 5   | 11           |
| 10   | Kajetan Kajetanowicz                                  |     | NU  | 7   | 6   | 4   |     |     | 10           |
| 11   | Stefan Karnabal                                       | 9   | 15  | NU  | 10  | 3   | 10  | 7   | 8            |
| 12   | Paweł Dytko                                           |     |     | 3   |     |     |     |     | 6            |
| 13   | Piotr Adamus                                          |     | 10  | 12  | 7   |     | 7   | 9   | 4            |
| 14   | Mariusz Stec                                          | 16  | 12  | 8   | 11  |     | 8   | NU  | 2            |
| 15   | Marcin Turski                                         |     | 8   | 19  | NU  |     |     |     | 1            |
|      | Klucz punktacji: 10-8-6-5-4-3-2-1                     |     |     |     |     |     |     |     |              |
|      | * dodatkowy punkt za wygranie największej liczby OSów |     |     |     |     |     |     |     |              |
|      | Oznaczenia: NU – nie ukończył, DK – dyskwalifikacja   |     |     |     |     |     |     |     |              |

| Kolor     | Opis                   |
| --------- | ---------------------- |
| Złoty     | Zwycięzca              |
| Srebrny   | 2. miejsce             |
| Brązowy   | 3. miejsce             |
| Zielony   | Punktowane miejsce     |
| Niebieski | Ukończył nie punktował |
| Fioletowy | Nie ukończył NU        |
| Czarny    | Wykluczony X           |
| Biały     | Nie wystartował NW     |
| Puste     | Nie brał udziału       |

## Zwycięzcy klas, zespoły i kluby
W wykazach przedstawiających zwycięzców poszczególnych klas pogrubioną czcionką zaznaczono kierowców i pilotów, którzy zdobyli tytuły mistrza, wicemistrza i drugiego wicemistrza Polski.

### Klasyfikacja Grupy N[3]
| Msc | Kierowca       | Pilot              | Punkty |
| --- | -------------- | ------------------ | ------ |
| 1   | Leszek Kuzaj   | Maciej Szczepaniak | 46     |
| 2   | Michał Sołowow | Maciej Baran       | 38     |
| 3   | Michał Bębenek | Grzegorz Bębenek   | 34     |

### Klasyfikacja „Super 1600”[4]
| Msc | Kierowca          | Pilot              | Punkty |
| --- | ----------------- | ------------------ | ------ |
| 1   | Michał Kościuszko | Jarosław Baran     | 26     |
| 2   | Piotr Adamus      | Magdalena Zacharko | 20     |
| 3   | Dariusz Poloński  | Grzegorz Dobosz    | 13     |

### Klasyfikacja indywidualna w klasie A-7[5]
| Msc | Kierowca           | Pilot            | Punkty |
| --- | ------------------ | ---------------- | ------ |
| 1   | Bartłomiej Grzybek | Michał Ranik     | 40     |
| 2   | Marcin Pasecki     | Zbigniew Cieślar | 31     |
| 3   | Bartłomiej Boruta  | -                | 27     |

### Klasyfikacja indywidualna w klasie A-6[6]
| Msc | Kierowca         | Pilot         | Punkty |
| --- | ---------------- | ------------- | ------ |
| 1   | Kamil Butruk     | Maciej Wilk   | 16     |
| 2   | Robert Kujawski  | Rafał Rzemień | 15     |
| 3   | Tomasz Dąbrowski | Igor Stasz    | 15     |

### Klasyfikacja indywidualna w klasie N-3[7]
| Msc | Kierowca       | Pilot           | Punkty |
| --- | -------------- | --------------- | ------ |
| 1   | Marcin Majcher | Artur Natkaniec | 11     |
| 2   | Robert Luty    | Beata Balcerak  | 4      |
| 3   | Paweł Serafin  | Marcin Kubiński | 2      |

### Klasyfikacja indywidualna w klasie N-2[8]
| Msc | Kierowca           | Pilot         | Punkty |
| --- | ------------------ | ------------- | ------ |
| 1   | Marcin Grzebieluch | Leszek Chłuda | 1      |

### Rajdowy Puchar Peugeot[9]
| Msc | Kierowca           | Pilot              | Punkty |
| --- | ------------------ | ------------------ | ------ |
| 1   | Łukasz Habaj       | Jacek Spentany     | 150    |
| 2   | Radosław Typa      | Wojciech Żuk       | 136    |
| 3   | Marcin Dobrowolski | Michał Dobrowolski | 133    |

### Klasyfikacja Zespołów Sponsorskich[10]
| Msc | Zespół                   | Punkty |
| --- | ------------------------ | ------ |
| 1   | Subaru Poland Rally Team | 61     |
| 2   | Lotos Team Race & Rally  | 39     |
| 3   | Cersanit Rally Team      | 39     |

### Klasyfikacja Zespołów Producenckich[11]
| Msc | Zespół  | Punkty |
| --- | ------- | ------ |
| 1   | Subaru  | 20     |
| 2   | Suzuki  | 14     |
| 3   | Peugeot | 8      |